# 러셀 혼즈비
러셀 혼즈비(Russell Hornsby, 1974년 ~ )는 미국의 배우이다.

## 출연 작품

### 영화
- 펜스 (2016)
- Fevah (2018) - 단편
- 크리드 2 (2018) - 버디 마셀 역

### 텔레비전
- 인 트리트먼트 (2009)
- 그림 형제 (2011-17)
- 7초 (2018)
- 디 어페어 (2018-19)